# Kelepcébe csalva
A Trapped (eredeti cím: Ófærð) 2015-ös izlandi televíziós sorozat. A sorozat értelmi atyja Baltasar Kormákur, akinek ez volt az első sorozata, mert előtte csak nagyjátékfilmek munkálataiban vett részt. A forgatás Izlandon történt, ami meg is láttszik a show jelenetein, mert mindent hófehér hó borít.

## A történet
Hideg van, pelyhekben esik a hó, de az élet ilyenkor sem áll meg az álmos kis izlandi településen. Főleg most nem, mert a nyílt vízen egy halottat pecáznak ki a vízből, ami olyan rondán nézett ki, hogy a helyszínre érkező rendőr is elhányta magát. Nem hiába, hiszen a halottnak hiányoztak a végtagjai, ezért azonosítani sem lehet. Viszont az biztos, hogy nem olyan rég lehetett a vízben, mert a teste nincs felpuffadva és a rákok sem kezdtek el lakmározni a testből. Rövid tanácskozás után a rendőrség arra a következtetésre jut, hogy minden bizonnyal a most kikötő kompról dobhatták a vízbe a hullát, ezért a fejesek kérdezősködni mennek a hajóra, ezenkívül elrendelik, hogy senki sem hagyhatja el a hajót az engedélyük nélkül. De rögtön az elején akadályba ütköznek, mert a komp kapitánya nem valami bőbeszédű, és akadályokat is gördít a zsaruk útjába. Ráadásul a hajón ragadt utasok is egyre kényelmetlenebbül érzik magukat, ezért gyorsan fel kellene mutatni valami érdemlegeset.

## Szereplők
- Ólafur Darri Ólafsson
- Baltasar Breki Samper
- Ilmur Kristjánsdóttir
- Ingvar Eggert Sigurðsson
- Nína Dögg Filippusdóttir
- Bjarne Henriksen
- Pálmi Gestsson